# Galerie St. Petri
Galerie St. Petri – galeria sztuki awangardowej, otwarta w Lund w Szwecji przez Jean Sellem, francuskiego artystę, który wyemigrował do Szwecji w 1970 roku. Obecnie Sellem jest profesorem historii sztuki na Uniwersytecie w Lund i wydawcą.
Od roku 1970 galeria o pełnej nazwie: „Galerie S:t Petri - Archive of Experimental and Marginal Art” szybko stała się międzynarodowym forum Sztuki konceptualnej i Performance, ściśle współpracując z artystami związanymi z grupą Fluxus – Eric Andersen, Ken Friedman, Tomas Schmit, jak również organizując indywidualne wystawy prac artystów takich jak Christian Boltanski, John Fekner, Arne Groh, Yoko Ono, Nam June Paik, Endre TOT, Jarosław Kozłowski, Jacek Tylicki i Krzysztof Wodiczko, obok wielu innych.
W 1989 roku Jean Sellem otrzymał profesurę Bauhaus Situationiste w związku z retrospektywą Sytuacjonistów w Centre Georges Pompidou w Paryżu.